# Generalsekretär der Kommunistischen Partei Chinas
Der Generalsekretär der Kommunistischen Partei Chinas (chinesisch 中国共产党中央委员会总书记, Pinyin Zhōngguó gòngchǎndǎng zhōngyāng wěiyuánhuì zǒngshūjì) ist seit 1981 das ranghöchste Mitglied der Kommunistischen Partei Chinas. Bis 1982 war das Amt dem Vorsitzenden der Kommunistischen Partei Chinas, dem „Großen Steuermann“ untergeordnet. Seitdem gilt der Generalsekretär, der im Gegensatz zum Präsidenten und Premierminister keine direkte oder indirekte Volkswahl durchläuft, als oberster Machthaber („Überragender Führer“, englisch Paramount Leader) des Landes.
| Name        | Beginn der Amtszeit | Ende der Amtszeit  |
| ----------- | ------------------- | ------------------ |
| Mao Zedong  | 20. März 1943       | 9. September 1976  |
| Hua Guofeng | 9. Oktober 1976     | 29. Juni 1981      |
| Hu Yaobang  | 29. Juni 1981       | 12. September 1982 |

| Name          | Beginn der Amtszeit                         | Ende der Amtszeit                                                   | Bemerkung                      |
| ------------- | ------------------------------------------- | ------------------------------------------------------------------- | ------------------------------ |
| Chen Duxiu    | 2. August 1921 (Gründung; Wahl in Shanghai) | 15. Juli 1927 (Rücktritt)                                           | 1929 Ausschluss aus der Partei |
| Qu Qiubai     | 1927                                        | 1928                                                                |                                |
| Xiang Zhongfa | 19. Juli 1928                               | 24. Januar 1931                                                     |                                |
| Bo Gu         | September 1931                              | 17. Januar 1935                                                     |                                |
| Zhang Wentian | 17. Januar 1935                             | 20. März 1943                                                       |                                |
| Hu Yaobang    | 29. Februar 1980                            | 16. Januar 1987                                                     |                                |
| Zhao Ziyang   | 16. Januar 1987                             | 24. Juni 1989                                                       |                                |
| Jiang Zemin   | 24. Juni 1989                               | 15. November 2002                                                   |                                |
| Hu Jintao     | 15. November 2002                           | 14. November 2012 (Rücktritt im Rahmen des 18. Parteitags der KPCh) |                                |
| Xi Jinping    | 15. November 2012                           | –                                                                   | Seit 2013 auch Staatspräsident |